# Lindauer Allee (métro de Berlin)
Lindauer Allee est une station du métro de Berlin à Berlin-Reinickendorf, desservie par la ligne U8. Elle est située sous la Lindauer Allee, qui longe le Kienhorstpark par le sud. Lindau est une ville bavaroise sur une île du lac de Constance.

## Histoire
La station a été inaugurée le 24 septembre 1994, et constitue la dernière prolongation en date de la ligne U8, qui continue en direction Märkisches Viertel. Comme les autres stations de la prolongation, Lindauer Allee est décorée de couleurs gaies et variées. Ici, les couleurs vert, violet, bleu clair et jaune ont été choisies par l'architecte Rainer G. Rümmler. Les motifs en forme de tilleul sont un hommage aux armoiries de la ville de Lindau.
Lindauer Allee est la seule station de la ligne U8 à avoir non pas un quai central, mais deux quais latéraux, pour faciliter l'accès au Kienhorstpark à partir de la station. Chaque quai est accessible aux personnes à mobilité réduite par un ascenseur incliné. Il n'y a par contre pas d'escaliers roulants. Une passerelle souterraine au-dessus des voies permet de passer d'un côté à l'autre en ayant une vue en mezzanine de toute la station.